# Olympische Sommerspiele 2004/Rhythmische Sportgymnastik
Bei den XXVIII. Olympischen Spielen 2004 in Athen wurden vom 26. bis 29. August 2004 Wettbewerbe der Rhythmischen Sportgymnastik im Einzelmehrkampf sowie im Gruppenmehrkampf ausgetragen. Austragungsort war die Galatsi Olympic Hall.

## Bilanz

### Medaillenspiegel
| Platz  | Land      | Gold | Silber | Bronze | Gesamt |
| ------ | --------- | ---- | ------ | ------ | ------ |
| 1      | Russland  | 2    | 1      | –      | 3      |
| 2      | Italien   | –    | 1      | –      | 1      |
| 3      | Bulgarien | –    | –      | 1      | 1      |
| 3      | Ukraine   | –    | –      | 1      | 1      |
| Gesamt | Gesamt    | 2    | 2      | 2      | 6      |

### Medaillengewinner
| Disziplin | Gold | Silber                                                                                                 | Bronze |
| --------- | --- | --- | --- |
| Einzel    | Alina Kabajewa                                                                                          | Irina Tschaschtschina                                                                                  | Hanna Bessonowa |
| Gruppe    | RusslandOlesja Belugina Olga Glazkich Tatjana Kurbakowa Natalja Lawrowa Jelena Mursina Jelena Possewina | ItalienElisa Blanchi Fabrizia D’Ottavio Marinella Falca Daniela Masseroni Elisa Santoni Laura Vernizzi | BulgarienSchaneta Iliewa Eleonora Keschowa Sorniza Marinowa Kristina Ranguelowa Galina Tantschewa Wladislawa Tantschewa |

## Ergebnisse

### Einzel
| Platz | Land | Sportlerinnen         | Punkte  |
| ----- | ---- | --------------------- | ------- |
| 1     | RUS  | Alina Kabajewa        | 108,400 |
| 2     | RUS  | Irina Tschaschtschina | 107,325 |
| 3     | UKR  | Hanna Bessonowa       | 106,700 |
| 4     | KAZ  | Älija Schüssipowa     | 103,975 |
| 5     | UKR  | Natalija Hodunko      | 103,800 |
| 6     | BUL  | Simona Pejtschewa     | 101,050 |
| 7     | BLR  | Ina Schukawa          | 100,575 |
| 8     | ESP  | Almudena Cid          | 98,450  |
| 9     | GRE  | Elina Andriola        | 97,600  |
| 10    | BLR  | Swjatlana Rudalawa    | 97,275  |

Datum: 29. August, 15:30 Uhr

### Gruppe
| Platz | Land | Sportlerinnen | Punkte |
| ----- | ---- | --- | ------ |
| 1     | RUS  | Olesja Belugina Olga Glazkich Tatjana Kurbakowa Natalja Lawrowa Jelena Mursina Jelena Possewina                     | 51,100 |
| 2     | ITA  | Elisa Blanchi Fabrizia D’Ottavio Marinella Falca Daniela Masseroni Elisa Santoni Laura Vernizzi                     | 49,450 |
| 3     | BUL  | Schaneta Iliewa Eleonora Keschowa Sorniza Marinowa Kristina Ranguelowa Galina Tantschewa Wladislawa Tantschewa      | 48,600 |
| 4     | BLR  | Natallja Aljaksandrauna Jauhenija Burlo Hlafira Marzinowitsch Slatislawa Nersesjan Halina Nikandrowa Maryja Poplyko | 48,000 |
| 5     | GRE  | Styliani Christidou Eleni Chronopoulou Ilektra Elli Efthymiou Maria Kakiou Varvara Magnisali Stergiani Pantazi      | 45,525 |
| 6     | CHN  | Dai Yongjun Hu Mei Li Jia Li Yingna Lu Yuangyang Zhang Shuo                                                         | 45,500 |
| 7     | ESP  | Sonia Abejon Barbara González Marta Linares Isabel Pagan Carolina Rodríguez Nuria Velasco                           | 45,350 |
| 8     | BRA  | Larissa Barata Fernanda Cavalieri Ana Maria Maciel Tayanne Mantovaneli Jennifer Oliveira Dayane Silva               | 44,400 |

Datum: 28. August 2004, 18:30 Uhr